# AVR-Caritas

Regionale Einteilung bezüglich des AVR-Caritas

Die „Richtlinien für Arbeitsverträge in den Einrichtungen des Deutschen Caritasverbandes“ (AVR-Caritas) sind das Regelwerk, nach dem die hauptamtlichen Mitarbeiter der Einrichtungen und Dienste in der Caritas beschäftigt und entlohnt werden. Nach dem Bundesarbeitsgericht handelt es sich um „Kollektivvereinbarungen besonderer Art“. Mit ihnen werden „allgemeine Bedingungen für die Vertragsverhältnisse der bei den Kirchen beschäftigten Arbeitnehmer durch eine paritätisch aus Vertretern der Dienstgeber- und der Mitarbeiterseite zusammengesetzte Arbeitsrechtliche Kommission festgelegt.“
Die AVR sind teilweise noch an den BAT des Öffentlichen Dienstes bzw. an den TVöD angelehnt. Sie sind aber kein Tarifvertrag im rechtlichen Sinn, da sie nicht mit einer Gewerkschaft vereinbart worden sind. Auf das einzelne Arbeitsverhältnis finden die AVR deshalb nur Anwendung, wenn dies die Vertragsparteien vereinbaren. Eine unmittelbare normative Wirkung haben die AVR auch dann nicht, wenn ein im Rahmen des Selbstbestimmungsrechtes der Kirchen erlassenes Kirchengesetz dies vorsehen sollte.
Die AVR bzw. die Änderungen der AVR werden von der Arbeitsrechtlichen Kommission (AK) des Deutschen Caritasverbandes erarbeitet und beschlossen. Die Arbeitsrechtliche Kommission besteht aus einer Bundeskommission, sechs Regionalkommissionen und dem/der Vorsitzenden. Die Mitarbeiterseite und die Dienstgeberseite der Arbeitsrechtlichen Kommission wählen jeweils Leitungsausschüsse (§ 2 der Ordnung der Arbeitsrechtlichen Kommission).
Seit dem Jahr 2005 gibt es sechs Regionalkommissionen der AK. In ihnen können Absenkungen von Urlaubs- und Weihnachtsgeld, Änderungen der Arbeitszeit und in festgelegten Grenzen Erhöhungen und Absenkung von Dienstbezügen beschlossen werden.
Die Regionen sind:
- Region Nord = Bistümer Hildesheim, Osnabrück und Offizialatsbezirk Oldenburg mit je sechs Vertretern der Mitarbeiter und der Dienstgeber
- Region Ost = (Erz-)Bistümer Berlin, Dresden-Meißen, Erfurt, Görlitz, Hamburg und Magdeburg mit je zwölf Vertretern der Mitarbeiter und der Dienstgeber
- Region Nordrhein-Westfalen = (Erz-)Bistümer Aachen, Essen, Köln, Paderborn und Münster (ohne den Offizialatsbezirk Oldenburg) mit je zehn Vertretern der Mitarbeiter und der Dienstgeber
- Region Mitte = Bistümer Fulda, Limburg, Mainz, Speyer und Trier mit je zehn Vertretern der Mitarbeiter und der Dienstgeber
- Region Baden-Württemberg = Erzbistum Freiburg und Bistum Rottenburg-Stuttgart mit je sechs Vertretern der Mitarbeiter und der Dienstgeber
- Region Bayern = (Erz-)Bistümer Augsburg, Bamberg, Eichstätt, München und Freising, Passau, Regensburg sowie Würzburg mit je vierzehn Vertretern der Mitarbeiter und der Dienstgeber.

Bundesweit zuständig ist eine Kommissions-Geschäftsstelle sowie seitige Geschäftsstellen. Die Zentrale Schlichtungsstelle ist bei der Kommissions-Geschäftsstelle angesiedelt. Die offizielle Textausgabe wird im Lambertus-Verlag herausgegeben.